# Kochkäse

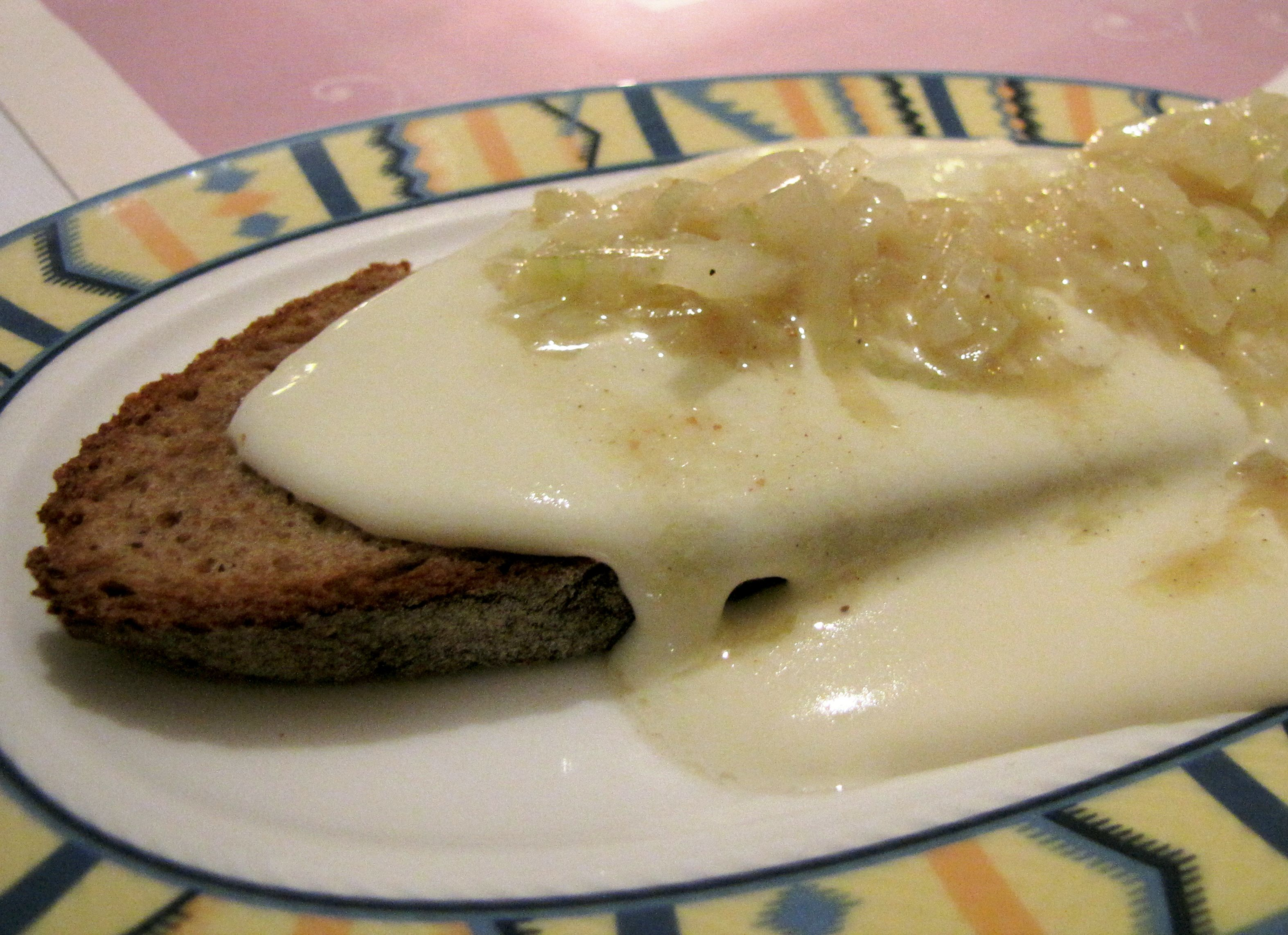
Hausgemachter Kochkäse mit „Musik“ auf Bauernbrot

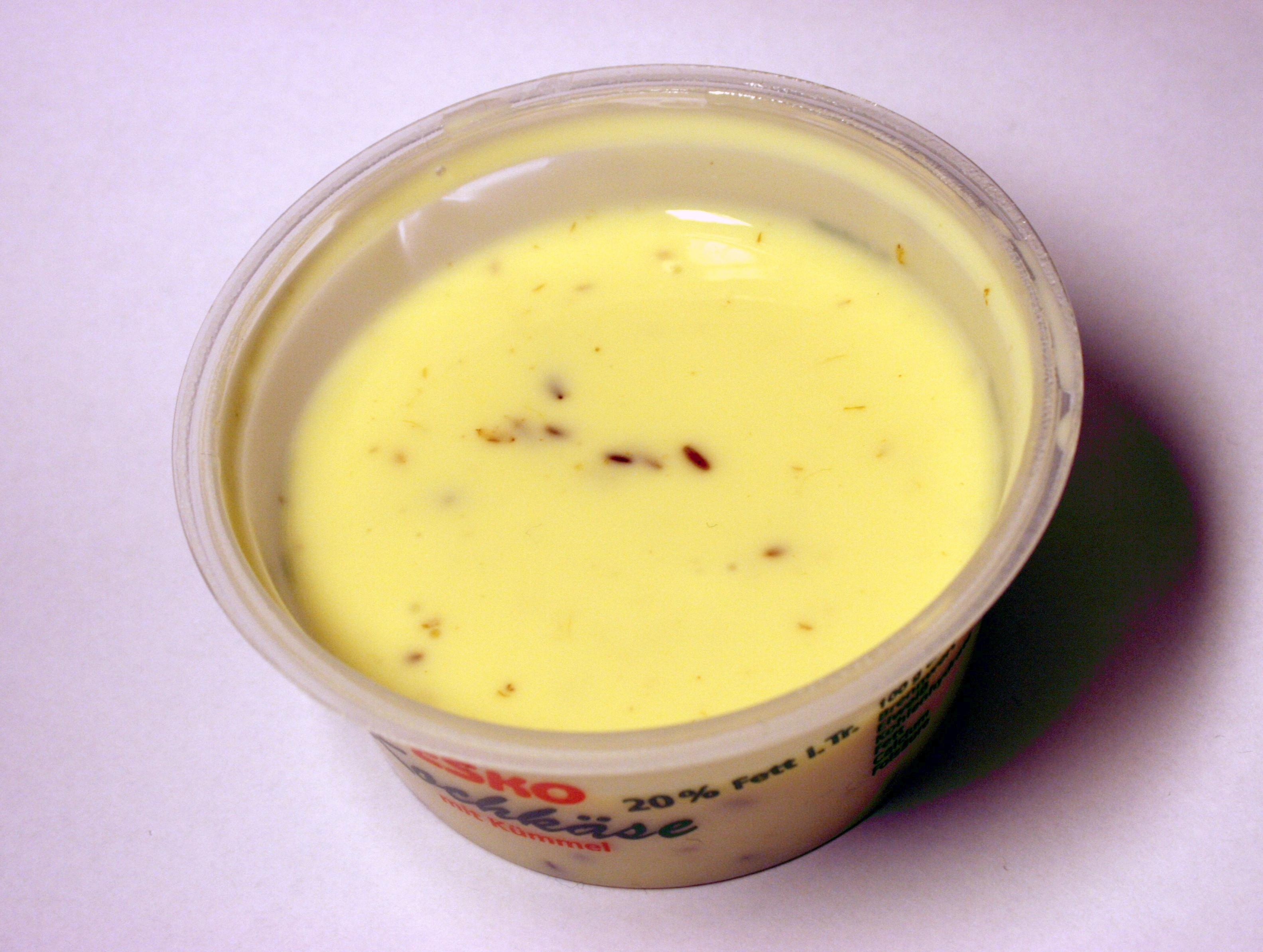
Industriell gefertigter Kochkäse

Kochkäse ist ein Sauermilchkäse, der durch die Zugabe von Natron und Erwärmen eine dauerhaft zähflüssige, streichfähige Konsistenz hat und dadurch zu den Schmelzkäsen zählt. Er gleicht der in der Franche-Comté und Lothringen hergestellten Käsesorte Cancoillotte (in Lothringen auch als Kourion, in der Franche-Comté früher auch als Fromagère bezeichnet, in Luxemburg Kachkéis genannt), die in Frankreich allgemein als ein Fromage fondu gilt. Im südwestlichen Odenwald ist die Bezeichnung Brennkäse geläufig, die auch in die gastronomische Literatur Eingang gefunden hat. In Kärnten ist dieser Käse als Glundner Käse weit verbreitet.

## Herstellung
Zur Herstellung wird Quark mehrere Stunden abgetropft, mit Natron vermischt und nach einer Ruhezeit von je nach Rezept einer Stunde bis zu mehreren Tagen (wobei er schließlich glasig wird) unter Rühren erwärmt (nicht über 42 °C), bis er sich verflüssigt. Die Masse wird mit Butter, eventuell auch Sahne und Eigelb vermischt und mit Salz und meist auch Kümmel gewürzt; nach der deutschen Käseverordnung darf die Bezeichnung verwendet werden, wenn außer Sauermilch- oder Labquark und eventuell bis zu 8 % Schnittkäse nur Rahm / Sahne, Butter und eventuell Butterschmalz neben Schmelzsalzen verwendet wurde. In der industriellen Produktion werden häufig Schmelzsalze verwendet, die eine dauerhafte Streichfähigkeit des Käses gewährleisten. Für besonders aromatischen Kochkäse kann anstelle von mehrtägig gereiftem Quark Handkäse, Harzer Käse oder Ähnliches verwendet werden. Hierzu wird der reife Harzer zusammen mit Butter im Wasserbad geschmolzen und anschließend mit Sahne und Quark verrührt. Der abgekühlte Kochkäse wird dann auf oder zu einer Scheibe Brot gegessen, auch „mit Musik“ (in Essig und Öl eingelegte Zwiebeln), so wie der Handkäs mit Musik.